# Barry Altman
Barry S. Altman, viselt nevén: Barry Altman (Amerikai Egyesült Államok, 1949. november 6. –‎ Weston, 2012. december 8.) amerikai vállalkozó, üzletember, aki a műholdas telekommunikációs szektorban vált ismertté, majd a halálát megelőző években a "Commodore" védjegy használatát megvásárolva rövidéletű vállalkozást alapított PC és Linux alapú számítógép-modellek gyártására, forgalmazására.

## Kezdetek
Barry Altman az 1970-as és az 1980-as években - Larry nevű fivérével közösen - társtulajdonosa volt a telekommunikációs szektorban érdekelt Cabletech vállalkozásnak. 1986-ban azzal kerültek az újságokba, hogy - állításuk szerint - filléres megoldással képesek dekódolni az HBO akkortájt bevezetett VideoCipher II eljárással kódolt műholdas adásainak videó- és hangjeleit. Barry a vállalatnál már a 80-as években meghonosította a számítógépen történő munkavégzést és olcsósága és egyszerűsége miatt erre a célre először a Commodore 64-et (C=64) választotta. 200 darabos tételben vásárolt komplett C=64 rendszereket (alapgép + monitor + floppy meghajtó). A későbbiekben az Amiga videófeldolgozási képességei is szerepet kaptak az üzletmenetben, ugyanis csaknem minden eladott kábeltévé-rendszerük mellé Amiga számítógépet adtak ún. Video Toaster kiegészítővel A cégben birtokolt részesedését 1991-ben eladta, majd Floridába költözött és visszavonult az üzleti élettől. 2004 júniusában alapította meg Homecraft néven saját lakberendezési profilú nagykereskedelmi cégét.

## Commodore USA
Barry Altman a 2000-es évek végén egy számítástechnikai magazinban látott egy Cybernet által gyártott billentyűzetbe épített számítógépet, mely emlékeztette a C=64 eredeti kialakítására, csak modern köntösben, modern alkatrészekkel. 2009-ben végül kapott is egy ilyet születésnapjára a feleségétől és a használata meggyőzte arról, hogy van lehetőség a "Commodore" márka feltámasztására. Saját állítása szerint hónapokat töltött el azzal, hogy felkutassa a "Commodore" márkához fűződő szellemi tulajdon birtokosait, de nem járt sikerrel. Úgy döntött, hogy majd rátalálnak ők, ha elég nagy hírverést csap. Céget alapított "Commodore USA" néven, majd 2010. március 15. este készítette el azt a weboldalt (www.commodoreusa.net), mely megjelenítette a Commodore logót és egy egyedi beállításokkal rendelkező Cybernet billentyűzet-számítógépet, melyet OEM megállapodás útján tervez piacra dobni. Két e-mailt küldött ki ezután informatikai híroldalaknak, melyek hamar ráharaptak a hírre és azonnal terjeszteni kezdték.
A korábbi - és jogvita célkeresztjében lévő - AmigaOS helyett egy GNU/Linux alapú saját márkás disztibúció mellett döntött, Commodore OS Vision néven. Tárgyalt ugyan az AROS egyediessé tett használatáról, de egy ponton túl mindenképp egy mainstream operációs rendszer megoldásban gondolkodott és nem egy régi technológia újraalkotásában. A saját operációs rendszer mellett opcionálisan a Windows támogatása is tervben volt. A szerzői jogi kérdéseket pedig licencelés útján oldotta meg végül.
Kezdeményezése végeredményben vegyes fogadtatásban részesült. A klasszikus Commodore- és Amiga-modellek rajongói erősen hiányolták a néven és a logón túli bármilyen tényleges kapcsolódást a korábbi hardverekhez, szoftveres megoldásokhoz. Más szempontból viszont özönlöttek az érdeklődők az új, PC-alapú termékek iránt.

## Halála
2012 során rákbetegséget diagnosztizáltak Barry Altmannál, mellyel végül nem tudott megküzdeni és 2012. december 8-án elhunyt. A halálhír csak később került nyilvánosságra, mikor is a Commodore USA műszaki igazgatója (CTO), Leo Nigro egy fórum posztban közölte a hírt.